# Pannâ

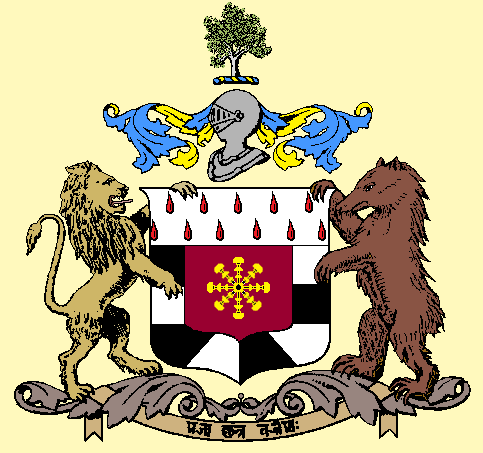
Blason de Pannâ

Pannâ était un État princier des Indes, dirigé par des souverains qui portèrent le titre de "radjah" puis de "maharadjah". Cette principauté subsista jusqu'en 1950 puis fut intégrée dans les États du Vindhya-Pradesh puis du Madhya-Pradesh.

## Liste des radjahs puis maharadjahs de Pannâ de 1675 à 1950
- 1675-1731 : Raja Chhatrasal
- 1731-1739 : Hardesah Singh
- 1739-1752 : Sabha Singh
- 1752-1758 : Aman Singh
- 1758-1777 : Hindupat Singh
- 1777-1779 : Anirudh Singh
- 1779-1785 : interrègne
- 1785-1798 : Dhokal Singh
- 1798-1834 : Kishore Singh
- 1834-1849 : Harbans Singh
- 1849-1870 : Nirpat Singh
- 1870-1893 : Rudra Pratap Singh
- 1893-1898 : Lokpal Singh
- 1898-1902 : Madho Singh
- 1902-1950 : Yadavendra Singh (en)